# Ben Loerakker
Ben Loerakker (Den Haag, 12 mei 1931 – 2 januari 2021) is een Nederlandse architect en oprichter van het architectenbureau VDL. Hij was voornamelijk werkzaam in de provincie Noord-Holland, met de nadruk op woningbouwprojecten.

## Levensloop
Loerakker werd geboren op 12 mei 1931 in Den Haag. Nadat hij het HBS had afgelegd begon Loerakker de studie weg- en waterbouwkunde aan de HTS in Haarlem, welke met goed gevolg voltooide. Vanaf 1954 liep Loerakker rond bij het bureau van Alexander Bodon, waar hij zich langzamerhand meer begon te focussen op de architectuur. 1968 was het jaar waarin hij zelfstandig verder ging, hoewel dit slechts twee jaar duurde. In 1970 richtte Loerakker samen met Jan Verster en Tjeerd Dijkstra het bureau VDL Architecten op, wat later om zou worden gedoopt naar Loerakker Rijnboutt Ruijssenaars. Bij deze bureaus ontwierp Loerakker onder andere mee aan projecten als het Kantongerecht in Amsterdam, winkelcentrum Amsterdamse Poort en een groot aantal woongebouwen in Amsterdam, zoals aan de Zeeburgerstraat en in de Kinkerbuurt.
Loerakker ging in 1996 formeel met pensioen, maar werkte ondertussen nog mee aan enkele projecten, zoals het IJDock in Amsterdam. In 1997 werkte Loerakker samen met Pi de Bruijn en Ellerman & Van Vugt aan het Cascadecomplex in Groningen.
In 2013 werd een deel van het door hem ontworpen Kantongerecht aan de Parnassusweg in Amsterdam aangewezen als gemeentelijk monument.
Loerakker overleed op 2 januari 2021 op 89-jarige leeftijd.

## Werken
- Gereformeerde Kerk, Nieuwkoop (1966-1967)
- Kantongerecht Amsterdam (1970-1975)
- Bungalows, Heerhugowaard (1968-1976)
- Woningen Kinkerbuurt, Amsterdam (1971-1980)
- Woningen Looiersgracht, Amsterdam (1972-1973)
- Woningen Binnenweere, Obdam (1972-1974)
- Woningen De Oude Gouw, Enkhuizen (1972-1974)
- Woningen Egelantiersgracht, Amsterdam (1974-1976)
- Woningen Buitendijken, Muiderberg (1973-1979)
- Woningen Westereiland, Medemblik (1974-1976)
- Woningen Zeeburgerstraat, Amsterdam (1974-1976)
- Woningen Bleyenhoek, Dordrecht (1975-1977)
- Woningen Huiswaard, Alkmaar (1976-1980)
- Woonhuis, Ouderkerk aan de Amstel (1976-1977)
- Woningen Nieuwe Keizersgracht, Amsterdam (1977-1981)
- Kantoren Weteringschans, Amsterdam (1978-1983)
- Woningen Oudorperpolder, Alkmaar (1977-1980)
- Woningen Stedenwijk, Almere (1977-1982)
- Kantoorgebouw Amstelpoort, Amsterdam (1979-1983)
- Gordiaan-Zuid, Lelystad (1981-1983)
- Woningen Valkenstraat, Breda (1981-1982)
- Intramuraal Centrum, Amsterdam (1985-1990)
- Winkelcentrum Amsterdamse Poort, Amsterdam (1983-1987)
- Arrondissementsrechtbank Amsterdam (1979-1990)
- Politiebureau Zaanstad (1987-1989)
- Woningen Rokkeveen-Oost, Zoetermeer (1986-1987)
- Scholeneiland, Amsterdam (1985-1987)
- Woningen Nieuw Sloten, Amsterdam (1989-1992)
- Stadskantoor Zaanstad (1988-1994)
- Politiebureau Almere (1991-1995)
- Politiebureau Den Bosch (1991-1993)
- Cascadecomplex, Groningen (1992-1996)
- Winkelcentrum Heyhoef, Tilburg (1992-1996)
- Koningshof, Nijmegen (1992-1996)

## Galerij

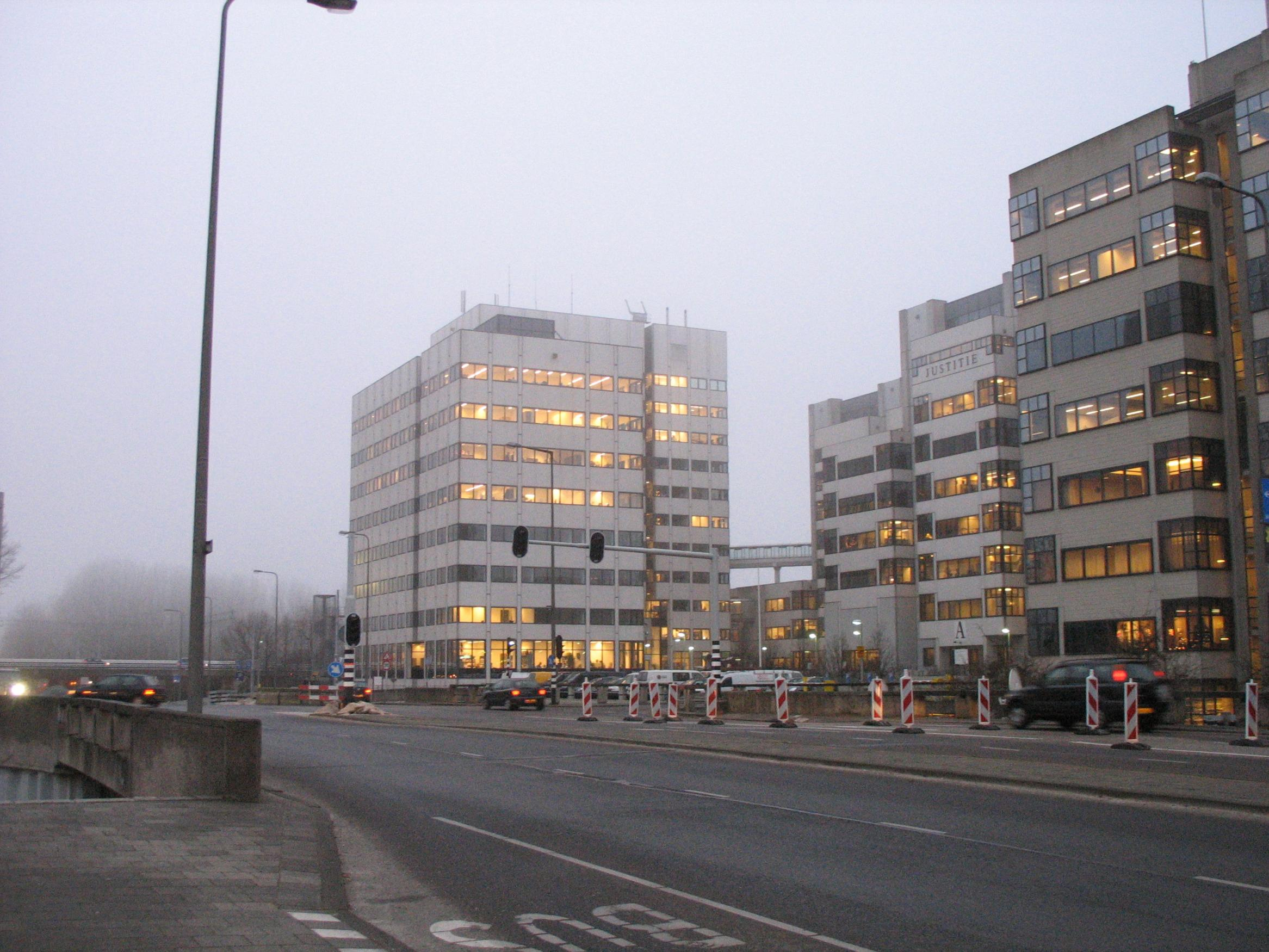
Exterieur van het Kantongerecht in Amsterdam
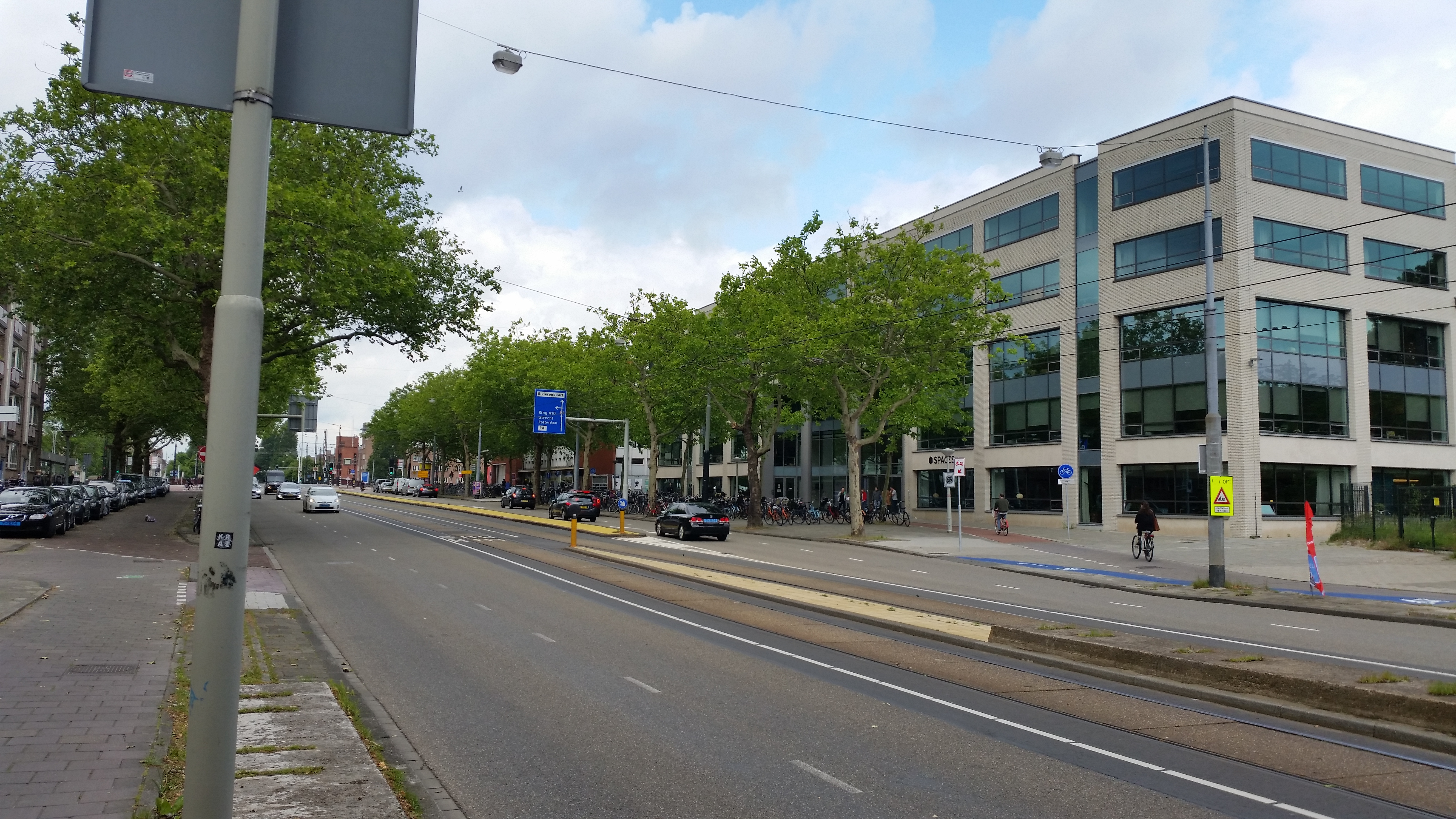
Kantoorgebouw Amstelpoort aan de Mr. Treublaan in Amsterdam
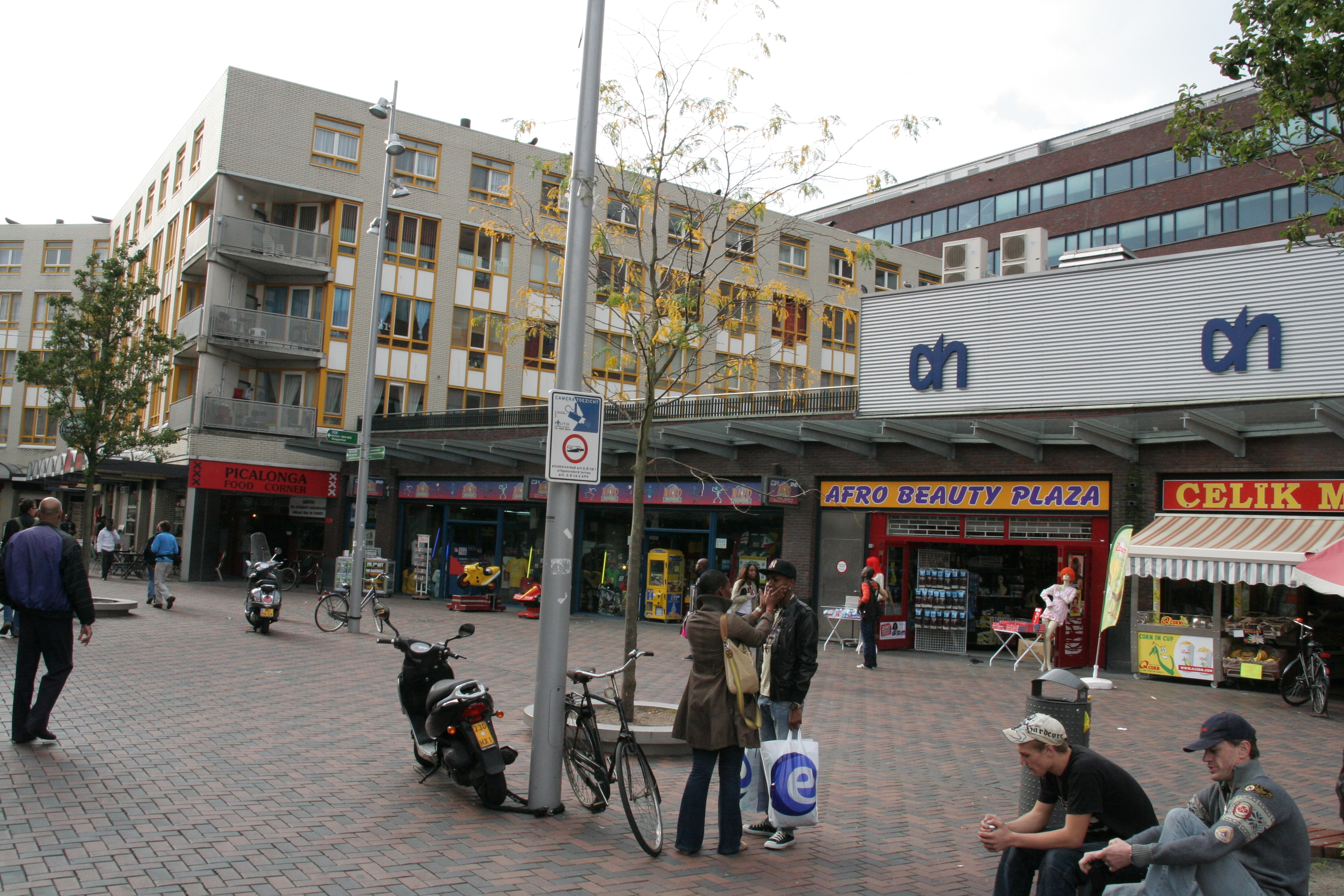
Winkelcentrum Amsterdamse Poort
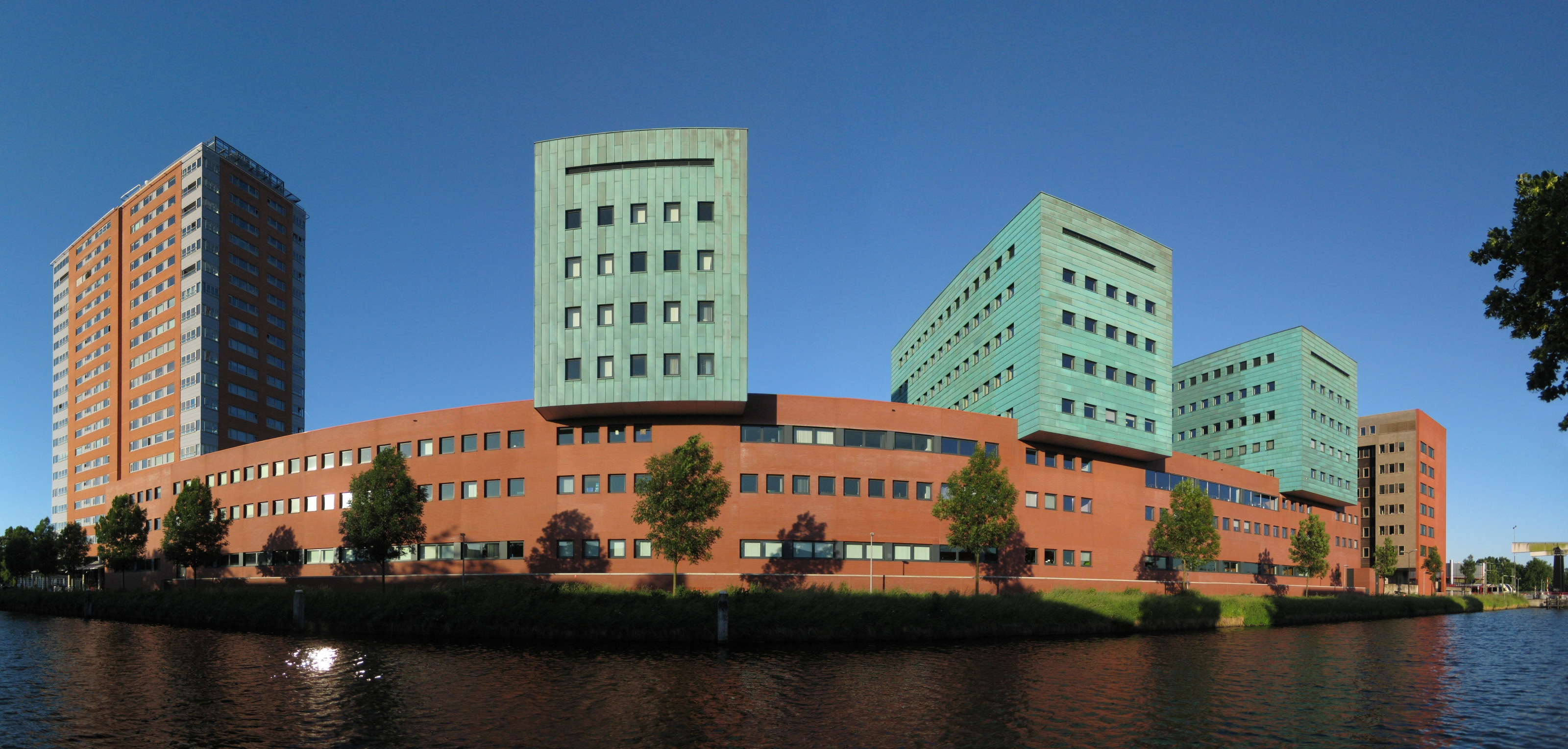
Cascadecomplex Groningen